# Klimsch & Co
Klimsch & Co war zwischen 1858 und 1995 ein Unternehmen in der Branche der Bildbearbeitung und Druckvorbereitung – ein Maschinenbauunternehmen in Frankfurt am Main.

## Gründung

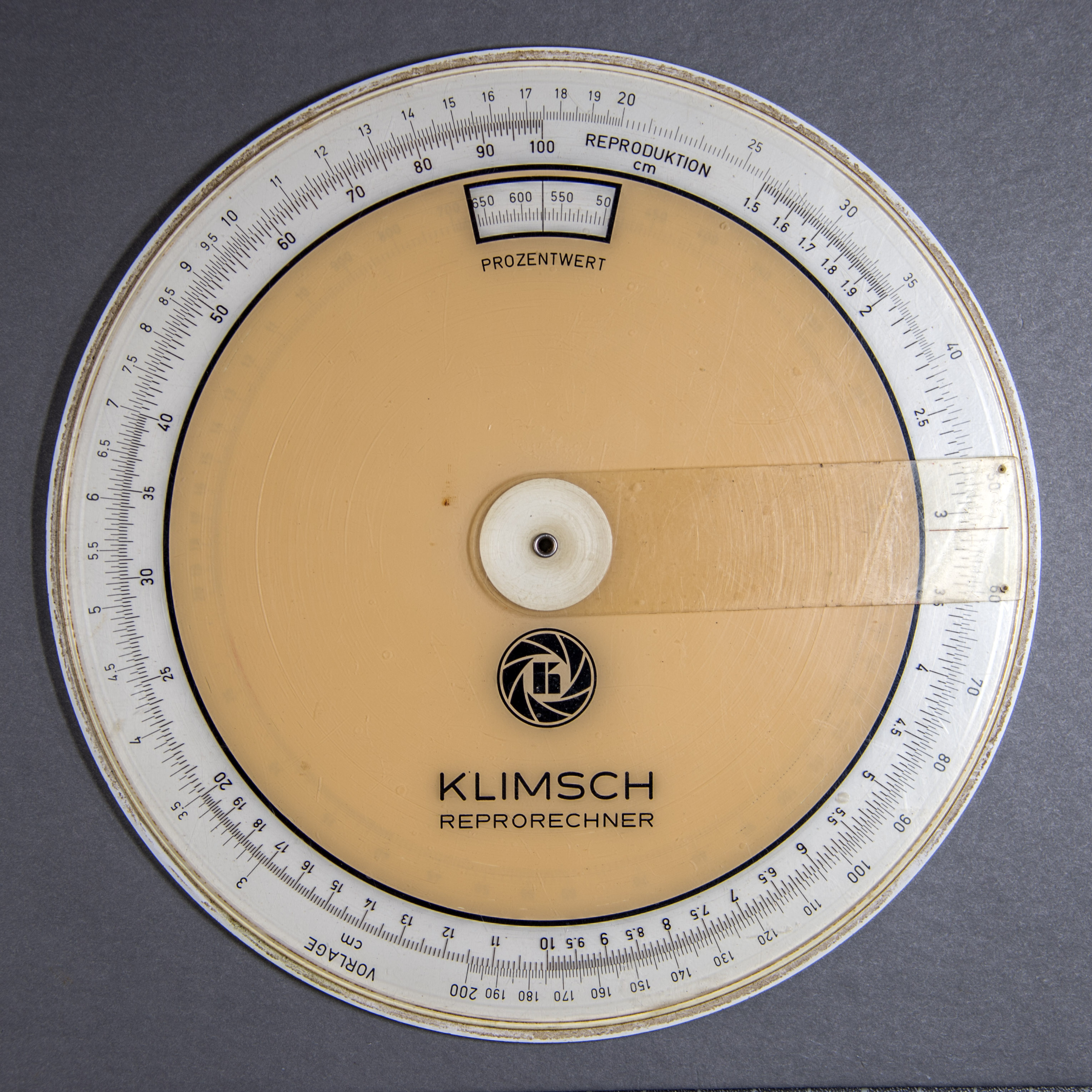
Klimsch Reprorechner

Im Jahre 1858 gegründete Ferdinand Karl Klimsch die Klimsch-lithographische Kunst-Anstalt in Frankfurt am Main. Ferdinand Karl Klimsch war einer der frühen bedeutenden Künstler der ausgedehnten Künstlerfamilie Klimsch. Bei seinem Betrieb handelte es sich zunächst um einen reinen lithographischen Betrieb, in dem Kunstdrucke nach dem Verfahren des Erfinders Alois Senefelder hergestellt und verkauft wurden. Bildwerke aus dieser Anstalt sind heute noch als Kunstwerke erhalten und hoch geschätzt.
In Erweiterung der künstlerischen Arbeiten begann das kleine Unternehmen, Druckformen auch für andere Druckbetriebe herzustellen. Die rasche Entwicklung der neuen Branche bot es an, in kleinem Rahmen auch Materialien und Utensilien für die Druckformherstellung zu verkaufen. Darüber hinaus bildete man im eigenen Betrieb Fachkräfte für das neue Gewerbe aus.
Die Erweiterung der unternehmerischen Aktivitäten wurde nicht mehr aktiv von Ferdinand Karl Klimsch betrieben, sondern von den Folgegenerationen der Familie Klimsch vorgenommen.

## Druckformherstellung
Karl Ferdinand Klimsch, der Sohn des Firmengründers, erweiterte das Unternehmen (nun unter der Bezeichnung „Klimsch & Co“) in ein überregional tätiges Handelsgeschäft mit Materialien für die Herstellung von Druckformen für alle damals bekannten Druckverfahren.

## Lehr- und Versuchswerkstatt
Nach Eintritt weiterer Familienmitglieder in das Unternehmen wurde dem Betrieb schließlich eine Lehr und Versuchswerkstatt für das graphische Gewerbe angeschlossen. Diese fachspezifische Lehranstalt errang weltweites Ansehen. Schüler kamen aus allen Kontinenten nach Frankfurt am Main, um die „Kunst der Druckformherstellung“ zu erlernen. Der Lehrbetrieb etablierte gleichzeitig den Bekanntheitsgrad von Klimsch & Co als Zentrum der Reproduktionstechnik – wie die Druckformherstellung seit der Jahrhundertwende um 1900 genannt wurde.

## Klimsch Fachverlag
Seit 1899 bestand der von Karl Klimsch gegründete Klimsch Fachverlag. Bekanntestes Produkt waren die von 1873 bis 1944 herausgegebenen Klimsch Druckerei Anzeiger (auch Klimschs Druckerei-Anzeiger), die zusammengefasst ab 1906 als Klimsch Jahrbücher (auch Klimschs Jahrbuch) verlegt wurden. Die Klimsch Jahrbücher wurden weltweit vertrieben und galten über Jahrzehnte hinweg als die einzigen Kompendien der Reproduktionstechnologie.

## Zwischen den Weltkriegen
Auch in der dritten Familiengeneration (unter Eugen Klimsch mit seinem Schwager Peter Schumacher) und in der vierten Familiengeneration (den Söhnen von Peter Schumacher: Karl Schumacher und Ernst Schumacher) wuchs das Unternehmen weiter.
Peter Schumacher förderte – als ausgebildeter Chemiker –  die Entwicklung der Reproduktionstechnik von der handwerklichen zur photo-mechanischen Technologie. Klimsch & Co startete um diese Zeit erste internationale Aktivitäten durch Gründung von Tochtergesellschaften und Partnerschaften in England und Österreich.
Der Ingenieur Karl Schumacher entwickelte erste fotomechanische Geräte und erwarb 1928 eine Maschinenfabrik in Leipzig, in der Reproduktionskameras hergestellt wurden. Mit der Eigenproduktion von – später weltweit respektierten – Geräten und Technologien begründete er die nachhaltig internationale Bedeutung des Unternehmens als Marktführer. Ernst Schumacher entwickelte entscheidend wichtige Raster-Technologien sowie Herstellungsverfahren für Glasgravurraster, die für die Automation von Reproduktionen eine erforderliche Voraussetzung waren.

## Nach dem Zweiten Weltkrieg
Nach dem Zweiten Weltkrieg wuchs die Bedeutung und Größe des Unternehmens derart, dass ein Werk für die Entwicklung und Herstellung von Reprokameras, für die Erzeugung von Glasrastern und chemischer Produkte, sowie eine Vertriebsorganisation für ein umfangreiches Handelsprogramm von Materialien, die in der Reprotechnologie erforderlich waren, geschaffen wurden. Die Gebäude wurden zunächst in der Schmidtstraße in Frankfurt am Main errichtet. Mehrere Zweigwerke entstanden im Raum Frankfurt.
In fünfter Familiengeneration übernahm der Kaufmann Helmut Holz als Enkel von Eugen Klimsch 1970 in alleiniger Verantwortung die Leitung des Unternehmens. Neben vorrangig betriebener Produktentwicklung konzentrierte sich Helmut Holz zunächst darauf, die Marktposition als Hersteller und Handelsfirma auszubauen und zu festigen. Weltweit wurden über 130 Exklusivvertretungen unter Vertrag genommen, Tochtergesellschaften in New York, USA gegründet, und Serviceorganisationen in 10 Großstädten Deutschlands ausgebaut. In dem Unternehmen wurden nunmehr weltweit über 1000 Mitarbeiter beschäftigt. Umsätze und Erträge konnten überproportional gesteigert werden.

## Weltmarktführer
Eine Reihe von Patenten und Innovationen stammt aus der Firma Klimsch. So zum Beispiel:
- Patent für einfache oder doppelte Seitenumkehrung, die technisch mit Spiegeln oder Doppelumkehrspiegeln
- Patent für die von Klimsch entwickelten Gradarraster
- Patent auf die Autofokus-Scharfstellmechanik auf Spindelbasis

Insgesamt waren neben anderen Schutzrechten mehr als 30 Patente auf Klimsch eingetragen.
Die erste halbautomatische „Reprofließstrecke“ durch die bekannte „Klimsch Expressa“ fand weltweiten Einzug in die Zeitungsbetriebe. „Autofocus“-Kameras wurden zum Standard der Technik. Viele Hunderte dieser hochwertigen Geräte wurden in praktisch alle Länder dieser Welt geliefert.
Produkte für hochwertige Farbdruckerzeugnisse waren „Vertikal-“ oder „Horizontalkameras“, deren verwindungsfreie Stative bis zu sieben Meter lang sein konnten. Das größte Klimsch-Gerät, das vornehmlich für geologische Arbeiten zur Erschließung von Erdöl- und Erdgasvorkommen überall auf der Erde, aber auch zur Auswertung von Aufnahmen der ersten Bilder von der Monderforschung und Mondlandung bei der NASA wie auch in Russland Verwendung fand, wurde in Brückenbauweise konstruiert. Die Klimsch Commodore wog über sieben Tonnen. Sehr viele dieser Geräte kamen weltweit in Benutzung. Spezialkameras für die Halbleitertechnik ergänzten die photomechanische Produktpalette.
Klimsch genoss im deutschen Maschinenbau den Ruf höchster Qualität und eigenständiger Innovationskraft. Kundenbetriebe benutzten zur Eigenwerbung den Hinweis: „Produziert mit Klimsch-Kameras“, um die hohe Qualität ihrer Druckerzeugnisse anzupreisen. Klimsch Kameras verlangten entsprechend auch ihren Preis, der zwischen DM 60.000 und 1 Million DM lag.
Klimsch war in seiner Zeit zum Weltmarktführer aufgestiegen mit der Folge, dass Klimsch-Produkte praktisch in jedem Land der Welt installiert wurden. In der Spitze wurden alleine in der Frankfurter Produktion über 600 Mitarbeiter beschäftigt.

## Digitaltechnik und Niedergang
Mit der sequentiellen Bildzerlegung durch Scanner begann der Einzug elektronischer Reproduktionsgeräte. Klimsch entwickelte in den Jahren bis 1977 einen solchen Flachbettscanner „Klimsch Versatron“ in den USA bis zur Produkteinführung. Damit entstand zwar zunächst ein Technologienwettbewerb mit dem eigenen Kameraprogramm. Auf der anderen Seite stärkte diese Entwicklung das Ansehen des Unternehmens für seine Zukunftsorientierung.
Die Möglichkeiten der Digitaltechnik, eine Bildfläche in Millionen von Pixeln und Farbpaletten aufzulösen, auf dem Computer zu speichern und in handlichen Programmen zu bearbeiten führte in den 1980er Jahren innerhalb von nur wenigen Jahren zur Herstellung von kostengünstigen und schnellen Druckvorlagen. Dazu wurde der weltweite Datentransfer ohne Zeitverlust möglich. Alle zuvor bekannten Verfahren der Reprobranche wurden von der Digitaltechnik abgelöst.
Damit entfiel für die Firma Klimsch die Geschäftsgrundlage. Ab 1985 wurde der Lehrberuf für Reprofachkräfte eingestellt. Die Betriebe der Branche einschließlich deren Lieferanten von Geräten und Materialien wurden arbeitslos. Alleine in Deutschland mussten Hunderttausende von Beschäftigten neue Arbeitsplätze finden.
Die „Firma in Klimsch & Co, K.G.“ musste 1995 ihren Geschäftsbetrieb einstellen.

## Hauptgebäude
In den 1950er Jahren wurde das Hauptgebäude der Firma Klimsch & Co in der Schmidtstraße 12 in Frankfurt von den Architekten Kaysser und Sohn sowie Kahl & Hassdenteufel erbaut und wurde bis 1989 durch Klimsch & Co genutzt. Heute wird das Gebäude unter dem Namen „Kommunikationsfabrik“ als Büropark genutzt.